# Даглас DC-1
Даглас DC-1 (енгл. Douglas DC-1) је био путничко-транспортни двомоторни авион металне конструкције за превоз 12 путника кога је произвела фирма Даглас (Douglas Aircraft Corporation) 1932-33. године.

## Предисторија
Падом авиона на линији TWA - Trans World Airlines 599, 1931. године који је проузроковала вода која је током времена продрла у дрвени структуру авиона растворила лепак и услед бубрења дрвета довела до клобучења дрвеног ламината и његовог одвајања од конструкције авиона и крила, навела је TWA да размишља о путничким авионима потпуно металне грађе која би била отпорна на негативан утицај влаге и воде.

## Пројектовање и развој
Када је авио-компанија TWA - Trans World Airlines америчким произвођачима авиона 2. августа 1932. године упутила захтев са спецификацијом карактеристика авиона потпуно металне конструкције са капацитетом од 12 путника, Фабрика авиона Даглас је на тај захтев одговорила у року од 2 недеље и већ 20. септембра 1932. године је потписан уговор. Прототип је назван DC-1 од скраћеница Douglas Commercial и завршен је до 22. јуна 1933. године, а пробни лет обављен 1. јула 1933. године. Прототип авиона DC-1 је био нискокрилац, моноплан, потпуно металне конструкције, имао је снажно крило, увлачећи стајни трап, два радијална мотора са трокраком металном елисом и могао је да превезе 12 путника. Мада је захтев TWA тромоторни путнички авион металне конструкције са 12 путника, прихваћен је пројект Дагласовог двомоторца јер је у току испитивања показао да може сигурно да лети и са једним мотором. Након завршеног тестирања констатовано је да је DC-1 у много чему превазишао захтеве наручиоца. TWA је проширио захтев тражећи авио за 14 путника и повећаном снагом мотора и тако је настао DC-2 који је ушао у комерцијану употребу а DC-1 је остао на нивоу прототипа.

## Оперативно коришћење
Авион DC-1 није био укључен у путнички саобраћај него је служио само за промотивне сврхе. Овим авионом је направљен први ноћни лет од источне до западне обале САД и то између 18. и 19. фебруара 1934. године а лет је трајао 13 сати и 4 минута. DC-1 је 1938. године продат енглеском лорду Форбсу који га после неколико месеци продаје Французима а они га препродају Шпанцима (ЛАПЕ) касније постаје Иберија. Авион DC-1 је летео до децембра 1940. године кад је оштећен и није се више могао поправити.
Значај овог авиона је у томе што је он родоначелник Дагласових комерцијалних авиона серије DC-1 до 11 који обележили једну епоху у цивилном (и војном) авио саобраћају.